# Karl Gesele
Karl Gesele, född den 15 augusti 1912 i Riedlingen, död den 8 april 1968 i Friedrichshafen, var en tysk Standartenführer i Waffen-SS. 

## Biografi
Gesele inträdde i SS år 1931. Vid krigsutbrottet den 1 september 1939 var Gesele stationerad i Polen och dekorerades med Järnkorset av första och andra klassen för sina insatser. Den 22 juni 1941 anföll Tyskland den tidigare bundsförvanten Sovjetunionen och inledde Operation Barbarossa. Gesele tillhörde då staben vid SS-Kavallerie-Brigade. Han förärades i maj 1942 med Tyska korset i guld, innan han tvingades lämna brigaden på grund av sjukdom. 
Efter att ha återhämtat sig fick han befälet över 16. SS-Panzergrenadier-Division Reichsführer-SS som bland annat var posterad på Korsika. För sitt befäl och sina insatser inom truppföring dekorerades Gesele med Riddarkorset av Järnkorset i juli 1944.

## Befordringar
- Anwärter: 10 augusti 1931
- Sturmmann: 25 augusti 1933
- Truppführer: 23 oktober 1933 (Efter de långa knivarnas natt år 1934 fick graden benämningen Oberscharführer.)
- Obertruppführer: 11 februari 1934 (Efter de långa knivarnas natt år 1934 fick graden benämningen Hauptscharführer.)
- Sturmführer: 25 mars 1934 (Efter de långa knivarnas natt år 1934 fick graden benämningen Untersturmführer.)
- Obersturmführer: 30 januari 1937
- Hauptsturmführer: 30 juni 1939
- Sturmbannführer i Waffen-SS: 30 januari 1942
- Obersturmbannführer i Waffen-SS: 21 juni 1943
- Standartenführer i Waffen-SS: 20 april 1945

### Webbkällor
- Miller, Michael D. & Collins, Gareth. ”SS-Obersturmbannführer & Oberstleutnant der Polizei, Schutzpolizei, Gendarmerie, & Feuerschutzpolizei (E–H)” (på engelska). Axis Biographical Research. Arkiverad från originalet den 28 juli 2012. https://www.webcitation.org/69V8zYleI?url=http://www.geocities.com/~orion47/SS-POLIZEI/SS-Ostubaf_E-H.html. Läst 28 juli 2012.
- ”Standartenführer Karl Gesele” (på tyska). Die Träger des Ritterkreuzes des Eisernen Kreuzes 1939–1945. Arkiverad från originalet den 28 juli 2012. https://www.webcitation.org/69V8uZyeW?url=http://www.das-ritterkreuz.de/index_search_db.php4?modul=search_result_det. Läst 28 juli 2012.